# بورس آرنج
بورس آرنج یا اوله کرانون (به انگلیسی: Olecranon bursa) یک بورس در ناحیه پشت آرنج بوده که بین زائده اوله کرانون اولنا و پوست قرار می‌گیرد. احتمال درگیری بورس اوله کرانون نسبت به بورس‌های دیگر آرنج بیشتر است. 

## بورسیت اوله کرانون
بورسیت اوله کرانون یا آرنج  (به انگلیسی: Olecranon bursitis) عبارت است از التهاب بورس اوله کرانون.

### علل
- ضربه به ویژه ضربات تکراری
- فشار طولانی مدت
- بیماری روماتیسمی (مثلاً نقرس)
- وجود یک زائده استخوانی غیرطبیعی در ناحیه اوله کرانون
- عفونت

### علائم
- درد
- تورم
- حساسیت در ناحیه
- قرمزی و گرمی در موارد عفونی
- احتمال محدودیت در عمل خم کردن آرنج که ناچیز است.

### درمان
- درمان غیر جراحی
  - استراحت
  - یخ گذاری در موارد حاد
  - استفاده از پد آرنج (Elbow pad)
  - تخلیه مایع بورس
  - تزریق هیدروکورتیزون
  - استفاده از داروهای ضد التهابی غیر استروئیدی
- درمان جراحی
  - خارج کردن بورس
  - خارج کردن بورس همراه با برداشتن زائده استخوانی غیر طبیعی محرک بورس

در مواردی که بورس عفونی باشد درمان شامل:
- تخلیه (درناژ) بورس همراه با تجویز آنتی بیوتیک‌ها
- انجام جراحی درصورت عدم درمان فوق